# Wolsk
Wolsk (ros. Вольск) – miasto w Rosji, siedziba władz rejonu wolskiego w obwodzie saratowskim, rozmieszczone na prawym brzegu rzeki Wołga. Około 61 tys. mieszkańców (2020). Miasto zostało założone w 1690, w 1780 otrzymało prawa miejskie.